# Rubus castellarnaui
Rubus castellarnaui är en rosväxtart som beskrevs av Carlos Pau. Rubus castellarnaui ingår i släktet rubusar, och familjen rosväxter. Inga underarter finns listade i Catalogue of Life.